# Euxoa deserta
Euxoa deserta är en fjärilsart som beskrevs av Otto Staudinger 1870. Euxoa deserta ingår i släktet Euxoa och familjen nattflyn. Inga underarter finns listade i Catalogue of Life.